# Medvéditski
Medvéditski (ruso: Медве́дицкий) es un asentamiento de tipo urbano de Rusia, ubicado en el raión de Zhírnovsk de la óblast de Volgogrado.
En 2021, el territorio del asentamiento tenía una población de 1145 habitantes, de los que 1023 vivían en el propio asentamiento y el resto en su única pedanía: el posiólok rural de Melzavod.
Se ubica unos 5 km al norte de Krasni Yar, sobre la carretera 18A-1 que lleva a la capital distrital Zhírnovsk. Al oeste de Medvéditski fluye el río Medvéditsa, que separa el asentamiento del vecino raión de Rudnia. Aunque la propia localidad de Rudnia se halla muy cerca de Medvéditski, la conexión entre ambos núcleos solamente es posible mediante puente ferroviario, al no haber una carretera que cruce directamente aquí el río.

## Historia
Fue fundado en 1894 como poblado ferroviario, para dar servicio a una estación en la línea de ferrocarril de Tambov a Kamyshin. Adoptó el estatus de asentamiento de tipo urbano en 1956.